# チャールズ・マクギニス
チャールズ・マクギニス（Charles English McGinnis、1906年10月4日 - 1995年4月29日）は、アメリカ合衆国の陸上競技選手である。彼は、1928年に開催されたアムステルダムオリンピックの棒高跳で銅メダルを獲得した。

## 経歴
マクギニスは、アムステルダムオリンピックのアメリカ合衆国代表として走高跳と棒高跳の2種目に出場した。
7月29日に実施された走高跳には、35人の選手が出場した。選手たちは4つの組に分けられ、予選通過基準の1メートル83センチの跳躍に成功した18人が同日の決勝に進むことになっていた。マクギニスは予選通過を果たしたものの、決勝では7位タイ（1メートル88センチ）の成績に終わった。
8月1日に実施された棒高跳には、20人の選手が出場した。選手たちは2つの組に分けられて予選を戦った。予選通過基準である3メートル66センチの跳躍に成功したのは、マクギニスを含む9名だった。同日の決勝では、同じくアメリカ合衆国代表のサビン・カーが、当時のオリンピック記録を更新する4メートル20センチで優勝した。3位にあたる3メートル95センチには、マクギニスの他にカナダ代表のヴィクター・ピカード、前回パリオリンピックの覇者で同じアメリカ代表のリー・バーンズが並んだ。3人は順位決定戦で競い合い、マクギニスが勝ち抜いて銅メダリストとなり、4位ピカード、5位バーンズという最終結果だった。
その後1995年に、アリゾナ州ピオリアで死去した。